# Pöchlarn (Herrschaft)
Die Herrschaft Pöchlarn war eine Grundherrschaft im Viertel ober dem Wienerwald im Erzherzogtum Österreich unter der Enns, dem heutigen Niederösterreich.

## Ausdehnung
Die Herrschaft, die bis in das Waldviertel reichte, umfasste zuletzt die Ortsobrigkeit über die Stadt Pöchlarn, die Vorstadt Pöchlarn, Dorf Pöchlarn, Ornding, Wörth, Rohrapoint, Harlanden, Steinwand, Brun, Erlaufholzschwemmrechen, und den Brandhof, weiters Holzern, Sittenberg, Hinterleithen, Schadendorf, Berging, Leimgstetten, Plaika, Mühling, Oed, Kaswinkel, Bruning, Zeil, Hobertslehen, Haag und im Viertel ober dem Manhartsberg den Markt Pöchlarn, Krumnußbaum, Schallmarbach, Oberthalheim, Wimm, Mariataferl und die Häuser im Graben. Der Sitz der Verwaltung befand sich im Schloss Pöchlarn.

## Geschichte
Letzter Inhaber der Allodialherrschaft war Friedrich Robert Franz Freiherr von Borsch und Borschod (1809–1881), der auch die Herrschaft Krumnußbaum sowie die Ämter Schadendorf und Zelking innehatte, bis diese im Zuge der Reformen 1848/1849 aufgelöst wurden.